# یواس‌اس برونشتین (اف‌اف-۱۰۳۷)
یواس‌اس برونشتین (اف‌اف-۱۰۳۷) (به انگلیسی: USS Bronstein (FF-1037)) یک کشتی بود که طول آن ۳۷۱٫۴ فوت (۱۱۳٫۲ متر) بود. این کشتی در سال ۱۹۶۲ ساخته شد.